# Monbalen
Monbalen est une commune du Sud-Ouest de la France, située dans le département de Lot-et-Garonne (région Nouvelle-Aquitaine).

## Géographie

### Localisation
Commune de l'aire d'attraction d'Agen située à 15 km au nord-est d'Agen sur la Masse d'Agen.

### Communes limitrophes
Les communes limitrophes sont Saint-Antoine-de-Ficalba, Cassignas, Castella, La Croix-Blanche, Hautefage-la-Tour et Laroque-Timbaut.
|                  | Saint-Antoine-de-Ficalba | Hautefage-la-Tour |
| Castella         | Monbalen                 | Cassignas         |
| La Croix-Blanche | Laroque-Timbaut          |                   |

### Climat
Pour des articles plus généraux, voir Climat de la Nouvelle-Aquitaine et Climat de Lot-et-Garonne.
Historiquement, la commune est exposée à un climat océanique aquitain.  
En 2020, Météo-France publie une typologie des climats de la France métropolitaine dans laquelle la commune est exposée à un climat océanique altéré et est dans la région climatique Aquitaine, Gascogne, caractérisée par une pluviométrie abondante au printemps, modérée en automne, un faible ensoleillement au printemps, un été chaud (19,5 °C), des vents faibles, des brouillards fréquents en automne et en hiver et des orages fréquents en été (15 à 20 jours).
Pour la période 1971-2000, la température annuelle moyenne est de 12,6 °C, avec une amplitude thermique annuelle de 15,5 °C. Le cumul annuel moyen de précipitations est de 786 mm, avec 11,1 jours de précipitations en janvier et 6,6 jours en juillet. Pour la période 1991-2020, la température moyenne annuelle observée sur la station météorologique la plus proche, située sur la commune de Laroque-Timbaut à 4 km à vol d'oiseau, est de 14,0 °C et le cumul annuel moyen de précipitations est de 821,7 mm,. Pour l'avenir, les paramètres climatiques de la commune estimés pour 2050 selon différents scénarios d'émission de gaz à effet de serre sont consultables sur un site dédié publié par Météo-France en novembre 2022.

## Urbanisme

### Typologie
Au 1er janvier 2024, Monbalen est catégorisée commune rurale à habitat dispersé, selon la nouvelle grille communale de densité à sept niveaux définie par l'Insee en 2022.
Elle est située hors unité urbaine. Par ailleurs la commune fait partie de l'aire d'attraction d'Agen, dont elle est une commune de la couronne,. Cette aire, qui regroupe 81 communes, est catégorisée dans les aires de 50 000 à moins de 200 000 habitants,.

### Occupation des sols

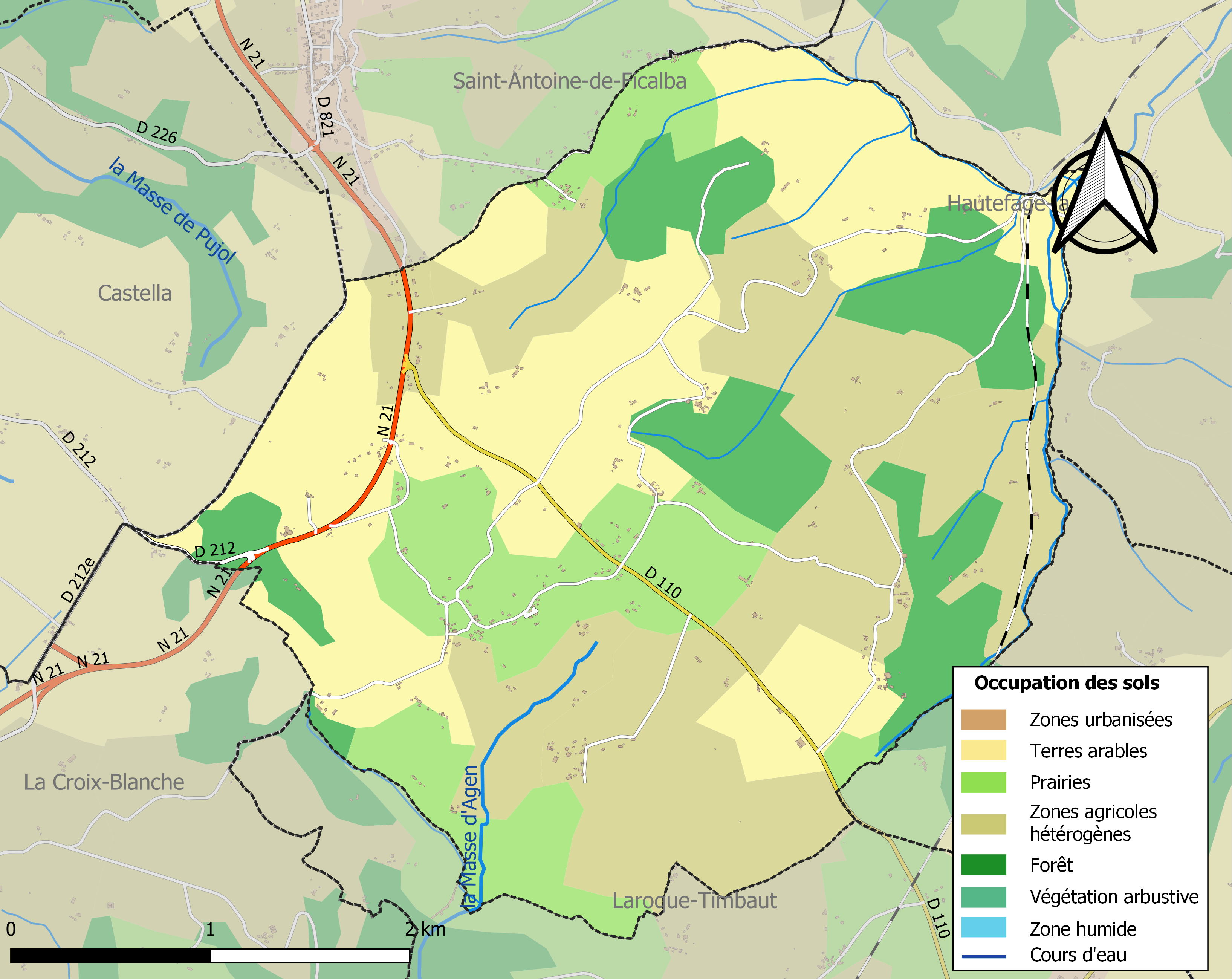
Carte des infrastructures et de l'occupation des sols de la commune en 2018 (CLC).

L'occupation des sols de la commune, telle qu'elle ressort de la base de données européenne d’occupation biophysique des sols Corine Land Cover (CLC), est marquée par l'importance des territoires agricoles (84,5 % en 2018), une proportion identique à celle de 1990 (84,5 %). La répartition détaillée en 2018 est la suivante : 
zones agricoles hétérogènes (34,9 %), terres arables (29,3 %), prairies (16,9 %), forêts (15,5 %), cultures permanentes (3,4 %). L'évolution de l’occupation des sols de la commune et de ses infrastructures peut être observée sur les différentes représentations cartographiques du territoire : la carte de Cassini (XVIIIe siècle), la carte d'état-major (1820-1866) et les cartes ou photos aériennes de l'IGN pour la période actuelle (1950 à aujourd'hui).

### Risques majeurs
Le territoire de la commune de Monbalen est vulnérable à différents aléas naturels : météorologiques (tempête, orage, neige, grand froid, canicule ou sécheresse), mouvements de terrains et séisme (sismicité très faible). Il est également exposé à un risque technologique,  le transport de matières dangereuses. Un site publié par le BRGM permet d'évaluer simplement et rapidement les risques d'un bien localisé soit par son adresse soit par le numéro de sa parcelle.

#### Risques naturels
Les mouvements de terrains susceptibles de se produire sur la commune sont des affaissements et effondrements liés aux cavités souterraines (hors mines) et des tassements différentiels. Afin de mieux appréhender le risque d’affaissement de terrain, un inventaire national permet de localiser les éventuelles cavités souterraines sur la commune.

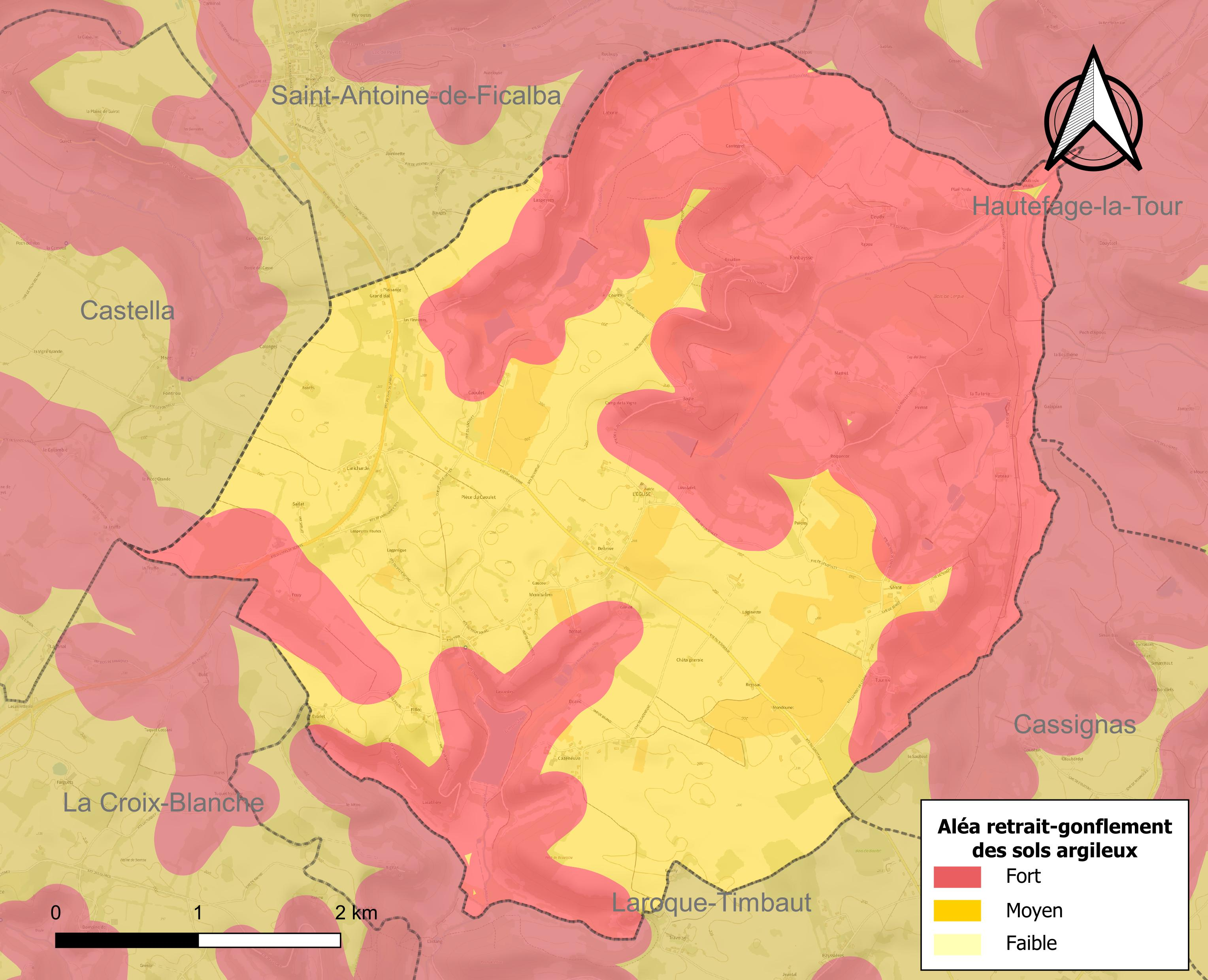
Carte des zones d'aléa retrait-gonflement des sols argileux de Monbalen.

Le retrait-gonflement des sols argileux est susceptible d'engendrer des dommages importants aux bâtiments en cas d’alternance de périodes de sécheresse et de pluie. La totalité de la commune est en aléa moyen ou fort (91,8 % au niveau départemental et 48,5 % au niveau national). Depuis le 1er octobre 2020, en application de la loi ELAN, différentes contraintes s'imposent aux vendeurs, maîtres d'ouvrages ou constructeurs de biens situés dans une zone classée en aléa moyen ou fort,.
La commune a été reconnue en état de catastrophe naturelle au titre des dommages causés par les inondations et coulées de boue survenues en 1982, 1993, 1999, 2009 et 2021, par la sécheresse en 1989, 1991, 2003, 2005, 2006, 2011 et 2017 et par des mouvements de terrain en 1999.

## Histoire

### Héraldique
| Blason de Monbalen | Blason  | Parti :au 1) d’or aux deux roses de gueules boutonnées d’argent l’une sur l’autre, au 2) de sinople au poisson d’argent posé en pal ; le tout sommé d’un chef parti de sinople et d’or chargé de deux entrelacs de sable brochant sur le parti. Devise / Cri"Fay pla e daisso dire" (Fais bien et laisse dire). |
| Blason de Monbalen | Détails | Officiel, adopté le 2 avril 1989, créé par Roger Séré |

## Politique et administration
| Période                                  | Période  | Identité                  | Étiquette | Qualité                  |
| ---------------------------------------- | -------- | ------------------------- | --------- | ------------------------ |
| 1977                                     | 2008     | Raymond Grenier           | PS        | Retraité agricole        |
| 2008                                     | 2014     | Bernard Alajouanine       | SE        | Responsable de formation |
| 2014                                     | 2016 ✝   | Denis Calligaris          | SE        | retraité agricole        |
| septembre 2016                           | mai 2020 | Frédéric Schwedt          |           |                          |
| mai 2020                                 | En cours | Christelle Testet-Prellon |           |                          |
| Les données manquantes sont à compléter. |          |                           |           |                          |

## Démographie
| 1793 | 1800 | 1806 | 1821 | 1831 | 1836 | 1841 | 1846 | 1851 |
| ---- | ---- | ---- | ---- | ---- | ---- | ---- | ---- | ---- |
| 715  | 735  | 652  | 524  | 644  | 634  | 696  | 673  | 635  |

| 1856 | 1861 | 1866 | 1872 | 1876 | 1881 | 1886 | 1891 | 1896 |
| ---- | ---- | ---- | ---- | ---- | ---- | ---- | ---- | ---- |
| 600  | 568  | 560  | 529  | 503  | 483  | 465  | 431  | 419  |

| 1901 | 1906 | 1911 | 1921 | 1926 | 1931 | 1936 | 1946 | 1954 |
| ---- | ---- | ---- | ---- | ---- | ---- | ---- | ---- | ---- |
| 426  | 421  | 427  | 382  | 381  | 358  | 341  | 345  | 344  |

| 1962 | 1968 | 1975 | 1982 | 1990 | 1999 | 2005 | 2006 | 2010 |
| ---- | ---- | ---- | ---- | ---- | ---- | ---- | ---- | ---- |
| 331  | 297  | 284  | 274  | 298  | 345  | 440  | 449  | 412  |

| 2015 | 2020 | 2022 | - | - | - | - | - | - |
| ---- | ---- | ---- | - | - | - | - | - | - |
| 427  | 445  | 449  | - | - | - | - | - | - |

## Lieux et monuments
- Monument commémoratif de la Seconde Guerre mondiale placée le long du CD110 rappelant les noms de sept personnes de Monbalen disparues le 16 juin 1944, mortes au combat ou torturées/fusillées par les troupes allemandes emmenées par le gestapiste agenais Prosper Delpuch, alias Bouboule, à la suite d'une dénonciation (à ce sujet, voir Koscielniak Jean-Pierre, Alias "Bouboule". Itinéraire d'un gestapiste agenais, 2017).
- Église Saint-Pierre-ès-Liens de Monbalen, reconstruite au XVe siècle, à la fin de la guerre de Cent Ans. Une cloche porte la date de 1595[25].
- Le château de Monbalen, situé dans le bourg, construit entre le XIIIe siècle et le XVIIIe siècle. Accueille aujourd'hui l'association La Maison Forte.